# Becker 27
Becker 27 är en familjesegelbåt ritad av Harry Becker. Den tillverkades 1974–1981 av BK Marin i Forshaga i ungefär 600 exemplar. Båten har måtten 8,12 lång och 2,74 bred. Becker 27 har en inombordsdiesel av fabrikatet Yanmar. Motorn har beteckningen YSE 8 och har 8 hk. Becker 27 har 5 kojplatser, kök, och separat toalett. Båten har lys-talet 1.00. 